# تيم بيرنهارت
تيم بيرنهارت هو لاعب هوكي جليد كندي، ولد في 17 يناير 1958 في سارنيا في كندا.

## وصلات خارجية
- تيم بيرنهارت على موقع دوري الهوكي الوطني (الإنجليزية)
- تيم بيرنهارت على موقع EliteProspects.com (الإنجليزية)
- تيم بيرنهارت على موقع HockeyDB.com (الإنجليزية)
- تيم بيرنهارت على موقع Hockey-Reference.com (الإنجليزية)